# Operation Hyakinthos
Operation Hyakinthos (auch Hiacynt) ist ein Filmdrama von Piotr Domalewski, das im August 2021 beim New Horizons International Film Festival seine Premiere feierte und Mitte Oktober 2021 in das Programm von Netflix aufgenommen wurde. Der Titel des Films bezieht sich auf die in den 1980er Jahren von den Sicherheitsdiensten der Volksrepublik Polen organisierte Operation „Hyacinth“, die sich gegen die schwule Community des Landes richtete.

## Handlung
Robert ist Mitte zwanzig und neu im Polizeidienst. Sein Vater Edward ist in einer hohen Position für die Staatssicherheit Polens tätig und ist sehr darauf bedacht, dass auch sein Sohn Karriere macht. Roberts Polizeikollege Wojtek ist schon lange bei der Miliz. Sie untersuchen den Fall eines Serienmörders, der in Warschau sein Unwesen treibt und Homosexuelle ermordet. Für die Ermittlungen taucht Robert mithilfe des Germanistikstudenten Arek in die Warschauer Schwulenszene ein. Er entdeckt schließlich sein eigenes homosexuelles Verlangen und beginnt eine Beziehung mit dem jungen Mann, obwohl er mit Halinka verlobt ist, die in der Behörde in der Beweismittelabteilung arbeitet.

## Produktion

### Regie und Drehbuch
Regie führte Piotr Domalewski. Der 1983 geborene ursprüngliche Theater- und Filmschauspieler wuchs in Łomża auf, wurde nach seinem Abitur an der Aleksander-Zelwerowicz-Akademie für Schauspielkunst in Białystok aufgenommen und begann sein Studium des Puppenspiels. Nach seinem Abschluss setzte er seine Ausbildung bis 2009 an der Fakultät für Schauspiel an der Nationalen Akademie für Theaterkunst in Krakau fort. Als Schauspieler trat er im Wybrzeże-Theater auf und arbeitete mit Regisseuren wie Anna Augustynowicz, Grzegorz Wiśniewski und Ewelina Marciniak zusammen. Später bewarb er sich an der Fakultät für Radio und Fernsehen der Schlesischen Universität, um Regie zu studieren. Zu dieser Zeit drehte er den Kurzfilm Stranger, eine Adaption von Robert Musils Der Mann ohne Eigenschaften. Sein Spielfilmdebüt Silent Night (auch Cicha noc) wurde 2017 beim Polnischen Filmfestival in Gdynia mehrfach ausgezeichnet, so als bester Film. Domalewskis zweiter Spielfilm I Never Cry (auch Jak najdalej stad) feierte im September 2020 seine Premiere.

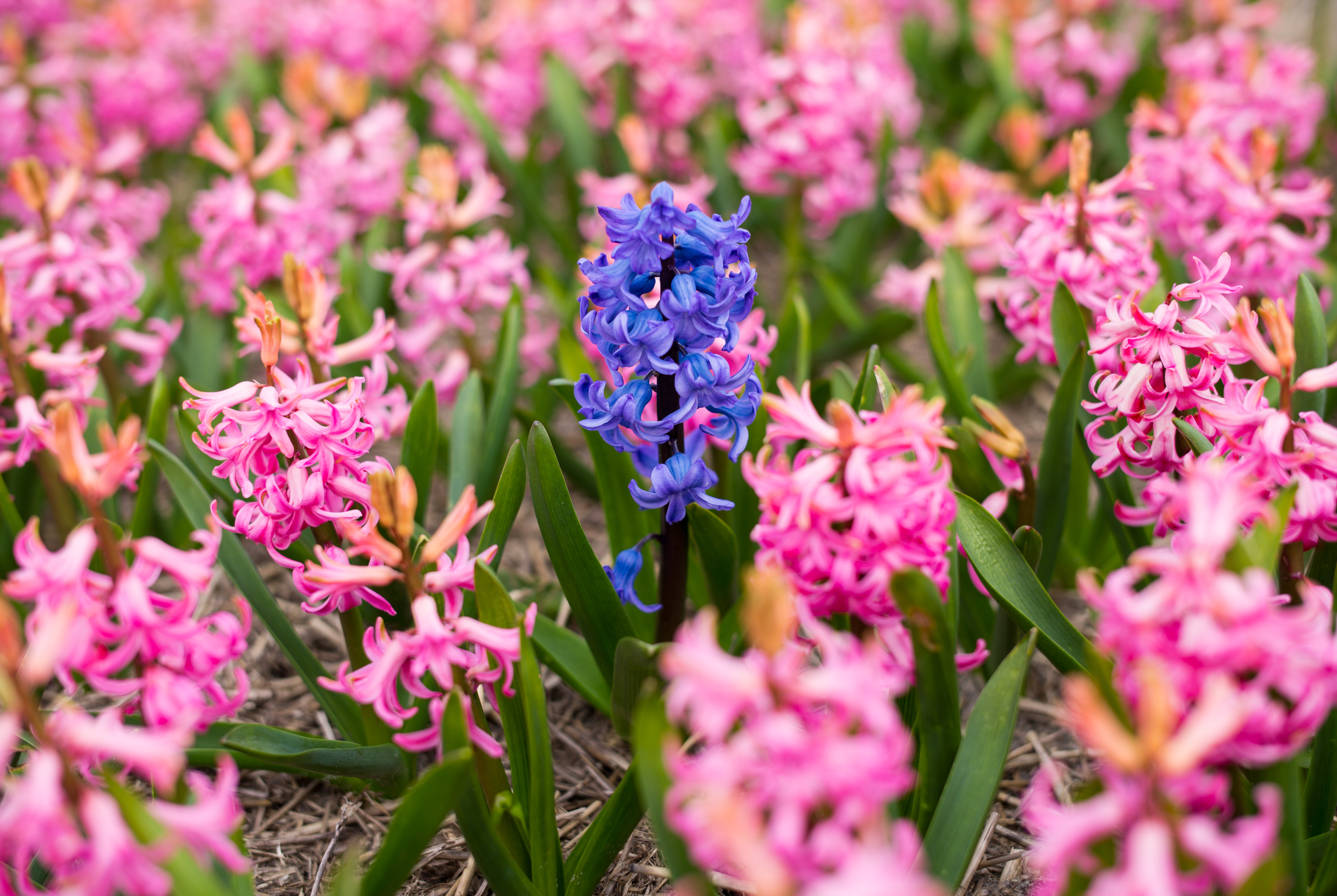
Die namensgebenden „Hyazinthen“ waren in dieser Zeit in Polen eine abwertende Bezeichnung für Schwule

Das Drehbuch schrieb Marcin Ciastoń. Inspiriert wurde er bei seiner Arbeit von der von den Sicherheitsdiensten der Volksrepublik Polen organisierten Operation „Hyacinth“ in den 1980er Jahren. Diese richtete sich gegen die schwule Community des Landes, und die zusammengetragenen Materialien wurden zur Erpressung und Erzwingung einer Zusammenarbeit verwendet. Die Operation „Hyacinth“ wurde unter dem Deckmantel der Bekämpfung der AIDS-Epidemie und der Prostitution beschlossen und führte zu zahlreichen Inhaftierungen, oft grundlosen Festnahmen und anderen Formen der Verfolgung von Schwulen.
Die namensgebenden „Hyazinthen“ waren in dieser Zeit in Polen eine abwertende Bezeichnung für Schwule, ähnlich wie das Wort „pansy“ (englisch für das „Stiefmütterchen“) in den USA.

### Besetzung und Dreharbeiten
Tomasz Ziętek spielt in der Hauptrolle Robert. Hubert Miłkowski ist in der Rolle seines Lovers Arek zu sehen, Adrianna „Ada“ Chlebicka spielt Roberts Verlobte Halinka, Marek Kalita seinen Vater und Tomasz Schuchardt seinen Kollegen Wojtek. In weiteren Rollen sind Agnieszka Suchora als Ewa, Tomaszłosok als Tadek, Mirosław Zbrojewicz als Kommandant, Adam Cywka als Professor Mettler und Sebastian Stankiewicz als Maciek zu sehen.
Viele der beteiligten Schauspieler sind auf die eine oder andere Weise mit der schwulen Community verbunden. So ist Jacek Poniedziałek selbst schwul, Mirosław Zbrojewicz hat einen schwulen Sohn.
Die Dreharbeiten fanden in Warschau statt, dem Handlungsort des Films. Als Kameramann fungierte Piotr Sobociński jr.

### Veröffentlichung
Eine erste Vorstellung erfolgte am 18. August 2021 beim New Horizons International Film Festival (auch Polish Days). Ab dem 21. September 2021 wurde er beim Polnischen Filmfestival Gdynia im Hauptwettbewerb vorgestellt, wo unter anderem Ciastoń für das beste Drehbuch ausgezeichnet wurde. Am 13. Oktober 2021 wurde der Film in das Programm von Netflix aufgenommen.

## Rezeption

### Kritiken
Odie Henderson schreibt, Regisseur Piotr Domalewski und Drehbuchautor Marcin Ciastoń nutzten die titelgebende Operation als Kulisse für die Ermittlungen, und auch wenn die Geschichte von einem Polizisten, der undercover in der Schwulenszene ermittelt und sich zwischenzeitlich zu sehr mit seiner Rolle identifiziert, ein wenig an Cruising erinnern mag, ähnele Operation Hyakinthos mehr einem Detektivfilm der 1980er Jahre oder einem paranoiden Thriller der 1970er Jahre. Wäre der Film in den 1940er Jahren entstanden, hätte er gut in das gleiche Genre wie Detour oder The Maltese Falcon gepasst, so Henderson, mit seinem Hauch von hoffnungslosem Nihilismus, der für den Film noir charakteristisch ist. Ciastońs Drehbuch spinne ein packendes und komplexes Netz aus Wut, Spannung und Romantik, während er gleichzeitig die Operation und die Beteiligten anklagt und den Preis verdeutlicht, den die Verfolgten von dieser durch eine homophobe Gesellschaft geförderten Aktion zahlen mussten. Kameramann Piotr Sobociński jr. tauche die Figuren und Schauplätze in eine ausgeprägte Neo-Noir-Ästhetik. Hauptdarsteller Tomasz Ziętek mache sowohl bei den Actionszenen als auch in Momenten der emotionalen und sexuellen Verwirrung einen sehr guten Job, und Hubert Miłkowski fungiere in der Rolle von Arek als ein Kontrapunkt, gegen den er spielen kann.
Bartosz Staszczyszyn schreibt auf culture.pl, der Website des Adam-Mickiewicz-Instituts, Domalewski zeige mit dem Film, dass er einer der talentiertesten und vielseitigsten Regisseure des zeitgenössischen polnischen Kinos ist. Hyacinth sei ein Vollblut-Thriller, der die Grenzen des Filmgenres überschreitet. In dieser Geschichte balanciere Domalewski tadellos zwischen den aus dem Police-Noir-Kino bekannten Mustern, bei dem Kameramann Piotr Sobociński jr. das Warschau der 1980er Jahre wie die Kulisse eines klassischen Vertreter dieses Genres wirken lasse. Damit sei es jedoch noch nicht getan, wenn der Film neben dieser Kriminalgeschichte auch von diesem Mann, der im kommunistischen Polen nach seiner eigenen Identität und Anschluss zur LGBT-Gemeinschaft sucht, erzählt, der sich in einer ausweglosen Situation befindet. Tomasz Ziętek, der seit Jahren als einer der talentiertesten Schauspieler seiner Generation gilt, beweise in Hyacinth in der Rolle von Robert erneut seine Klasse und spiele bewegend, echt und dramatisch. Domalewski fange die Jungenhaftigkeit seiner Schönheit und die Unschuld, die er einbringt, brillant ein. Ihm gegenüber spiele Tomasz Schuchardt seinen Partner Wojtek, ein massiger Kerl mit Schnurrbart, einen brutalen und verbitterten, aber dennoch nicht vom Bösen zerrissenen Polizisten. Schuchardts schauspielerische Leistung sei ein Kleinod und allen Auszeichnungen würdig, so Staszczyszyn.
Karol Urbański schreibt, Hyacinth sei, wie auch Ungesühnte Schläge aus dem gleichen Jahr, ein sehr interessantes Beispiel für Kino mit gesellschaftlichem Anspruch, das sich vor dem Hintergrund der Vergangenheit mit der heutigen Zeit auseinandersetzt. In der Gestalt eines Noir-Krimis sei der Film auch als ein Kommentar auf Metaebene zur aktuellen politischen Lage Polens zu verstehen, in dem geschürte Intoleranz und die soziale Spaltung wieder zum Werkzeug der Machthaber geworden sind. So funktioniere Hyacinth gleichermaßen als Thriller und – mit seinen Anspielungen – als Sozialdrama. Mutig und für den „polnischen Hinterhof“ riskant sei zudem die brillant inszenierte erotische Szene zwischen den beiden Hauptfiguren im entscheidenden Moment der Handlung, so Urbański.

### Auszeichnungen
Camerimage 2021
- Nominierung im Hauptwettbewerb
- Auszeichnung als Bester Polnischer Film[12][13]

Polnisches Filmfestival Gdynia 2021
- Nominierung für den Goldenen Löwen
- Auszeichnung mit der Goldenen Klakier-Statuette des öffentlich-rechtlichen Radio Danzig
- Auszeichnung für das Beste Drehbuch (Marcin Ciastoń)
- Auszeichnung für das Beste Make-up (Daria Siejak)[14][15]

## Synchronisation
Die deutsche Synchronisation entstand nach einem Dialogbuch und der Dialogregie von Bernd Nigbur.
| Darsteller            | Synchronsprecher  | Rolle             |
| --------------------- | ----------------- | ----------------- |
| Tomasz Ziętek         | Armin Schlagwein  | Robert Mrozowski  |
| Hubert Miłkowski      | Oscar Räuker      | Arek              |
| Marek Kalita          | Hans Bayer        | Edward            |
| Agnieszka Suchora     | Nina Herting      | Ewa               |
| Ada Chlebicka         | Lea Kalbhenn      | Halinka           |
| Piotr Trojan          | Michael Baral     | Kamil             |
| Elżbieta Kępińska     | Sabine Walkenbach | Kamils Großmutter |
| Sebastian Stankiewicz | Max Felder        | Maciek            |
| Adam Cywka            | Frank Kirschgens  | Professor Mettler |
| Tomasz Włosok         | Fabian Kluckert   | Tadek             |
| Tomasz Schuchardt     | Thomas Schmuckert | Wojtek            |
| Jacek Poniedziałek    | Peter Flechtner   | Würdenträger      |